# Gotia
Gotia o Gautlandia (en sueco: Götaland) es una región histórica de Suecia, en la que se encuentran los lagos Vänern y Vättern. Es una de las tres grandes regiones tradicionales de Suecia. Gotia no tiene ninguna entidad en la división administrativa actual de Suecia.
El nombre de «Gautlandia» proviene del pueblo de los gautas, o gotar en idioma original, que significa «Tierra de los gautas».
La segunda ciudad de Suecia, Gotemburgo, está situada en la costa occidental de Gotia.
El nombre también tiene relación con los godos, pueblo germánico que se cree que, partiendo de aquí, se dirigió al sur de Europa, donde estaba el decadente Imperio romano. Tras la invasión, se subdividieron en visigodos, que ocuparon la península ibérica, y ostrogodos, que ocuparon la península itálica. 

## Provincias
Gotia estaba formada por diez provincias, basadas más o menos en la región bajo las jurisdicciones de la Corte de apelación de Göta (establecidas en 1634), a las cuales se les añadieron Escania, Gotlandia y Bahusia entre 1658 y 1679.

## Geografía
La provincia de Esmolandia está poblada de bosques frondosos, en Escania abundan las tierras de cultivo, mientras que en Vestrogotia y Ostrogotia hay algo de ambas. Las costas suelen ser relativamente llanas y están formadas por archipiélagos, así como por playas de arena. Las dos islas más grandes de Suecia se encuentran en Gotia. Los dos lagos más grandes de Suecia también se encuentran principalmente en Gotia. La superficie total de la región es de 87.712 km², con aproximadamente 4,4 millones de habitantes, incluyendo la segunda y la tercera áreas urbanas más grandes de Suecia.

## Historia

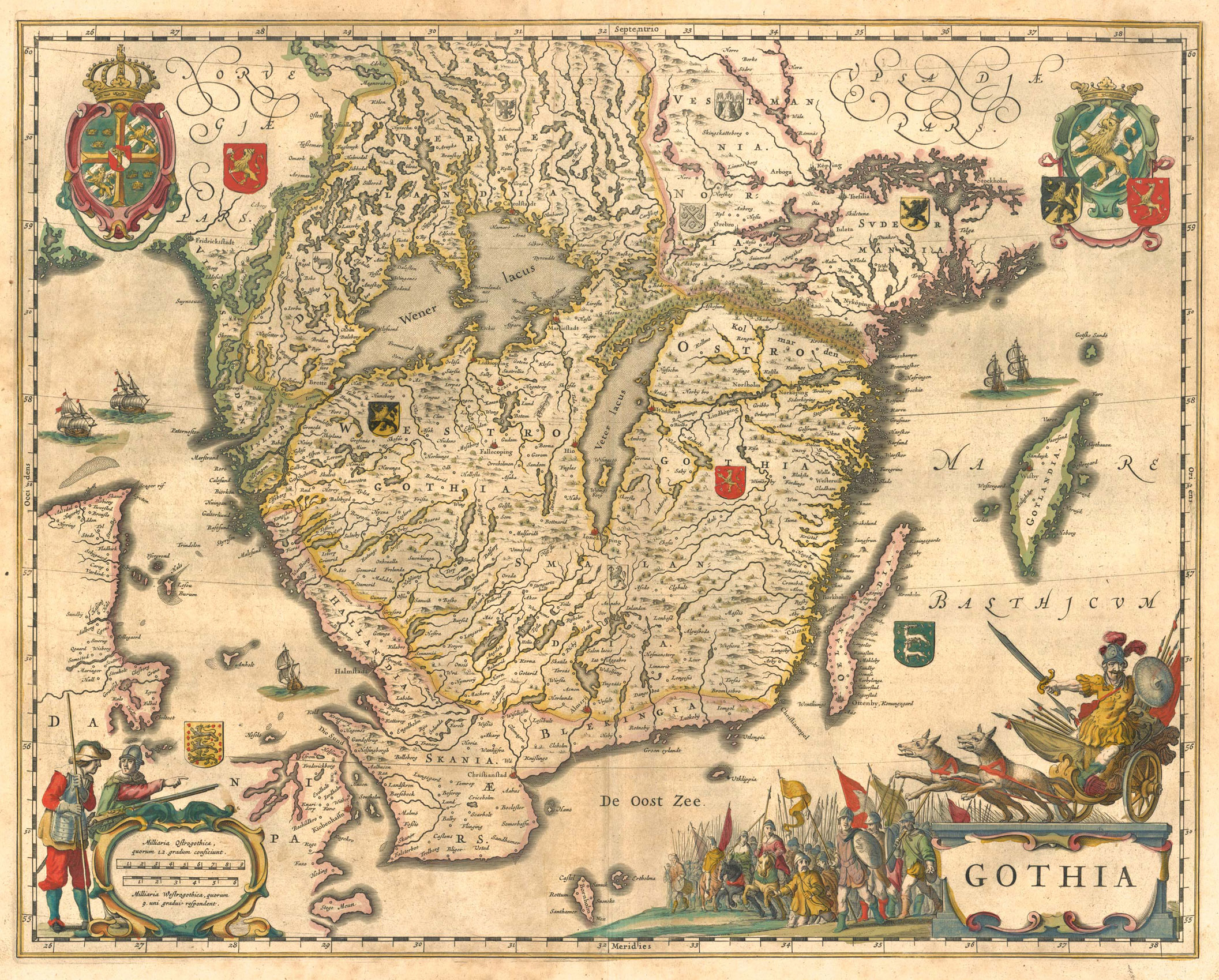
Gotia en 1635 (contorno amarillo), limitando con territorios daneses de Escania al sur y suroeste (contorno rojo) y con Noruega al oeste (contorno verde). Nótese la inclusión de Vermelandia.

Vestrogotia y Ostrogotia, que en su día fueron reinos rivales, constituyen la propia Gotia. Sin embargo, los reyes gautas pertenecen al ámbito de la mitología nórdica. Tanto Vestrogotia como Ostrogotia cuentan con extensas zonas agrícolas donde se establecieron pueblos y ciudades en el pasado. El caudaloso río Göta Älv drena el tercer lago más grande de Europa, el lago Vänern. En su desembocadura (donde emergió Gotemburgo a principios del siglo XVII), la población de Vestrogotia tenía acceso al mar de Kattegat. El estuario de Göta Älv también formó la frontera entre los reinos de Noruega y Dinamarca hasta el siglo XIII.
Gautlandia es la tierra donde se dice que vivió el héroe medieval del poema «Beowulf».
No fue hasta finales de la Edad Media que Gotia comenzó a ser considerada parte de Suecia. En nórdico antiguo y en fuentes de [[inglés antiguo] (inglés antiguo)], Gautlandia todavía se trata como un país separado de Suecia. En Sögubrot af Nokkrum, por ejemplo, Kolmården se describe como la frontera entre Sueonia y Ostrogotia (...Kolmerkr, er skilr Svíþjóð ok Eystra-Gautland...), y en Hevarar saga, el rey Ingold I viaja a Sueonia a través de Ostrogotia: Ingi konungr fór með hirð sína ok sveit nokkura ok hafði lítinn her. Hann reið austr um Smáland ok í eystra Gautland ok svá í Svíþjóð. En 1384, Bo Jonsson (Grip) declaró en su testamento que el reino estaba formado por Swerige (Suecia, es decir, Sueonia), Österland (es decir, Finlandia) y Göthaland (es decir, Gotia, según las fronteras de 1384).
Los pequeños condados del sur —Finnveden, Kind, Möre, Njudung, Tjust, Tveta, Värend y Ydre— se fusionaron en la provincia de Esmolandia (literalmente: [las] "tierras pequeñas"). Frente a la costa de Esmolandia se encontraba la isla de Olandia, que se convirtió en una provincia independiente. Dal, al noroeste, se convirtió en la provincia de Dalia.
Esmolandia, Olandia y Dalia ya se consideraban tierras pertenecientes a Gotia durante la Edad Media escandinava (siglos XII-XV).
Esmolandia estaba repleta de bosques frondosos, especialmente en el sur, y era de menor importancia para Gotia en comparación con las zonas agrícolas de Vestrogotia y Ostrogotia. En su costa báltica se encontraba la importante ciudad de Kalmar, donde en 1397 se proclamó la Unión de Kalmar en el Castillo de Kalmar, una unión personal de los tres países de Suecia, Dinamarca y Noruega bajo un mismo gobernante.

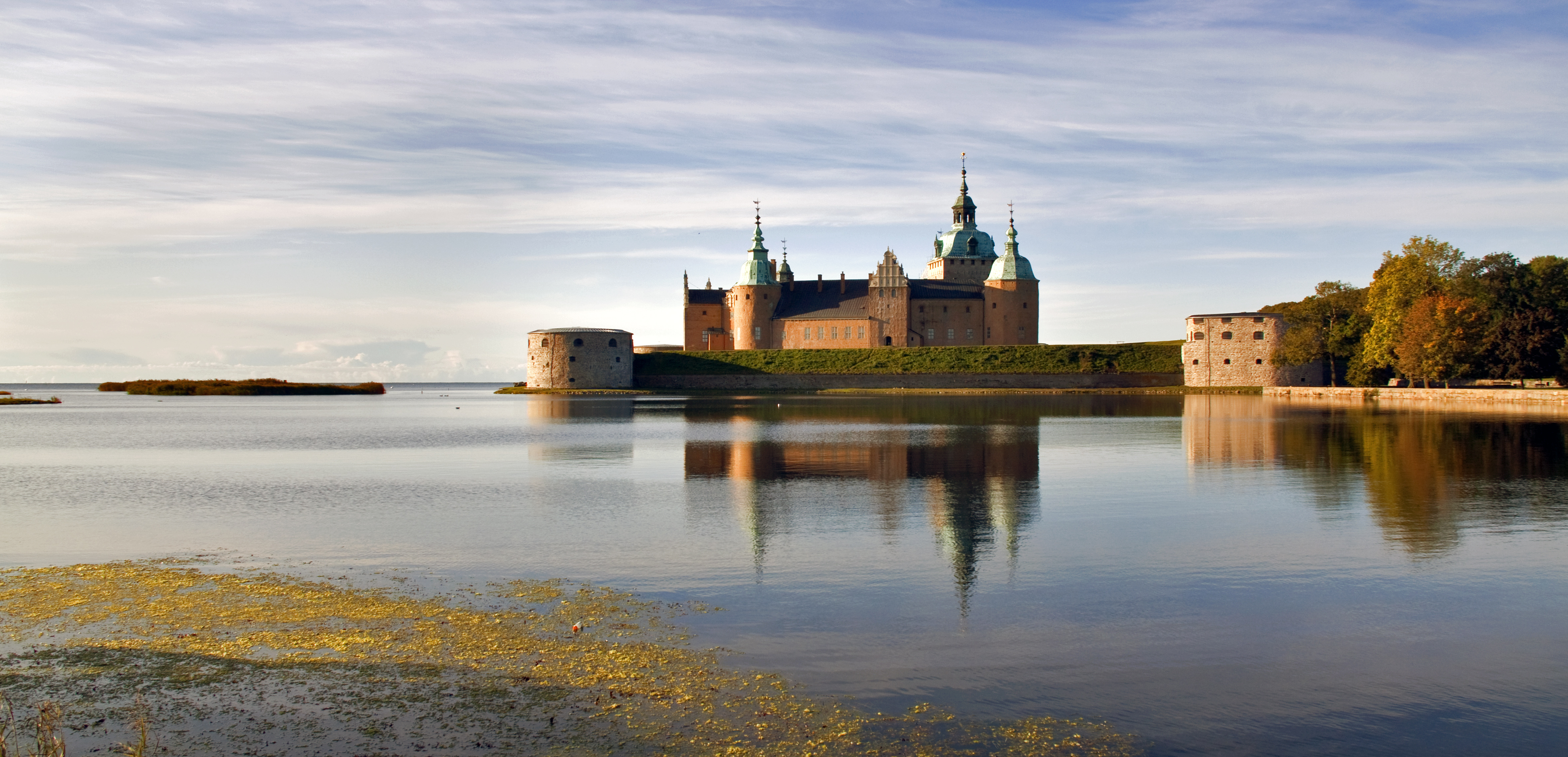
Castillo de Kalmar – vista desde el noreste

En el Tratado de Roskilde (1658), el reino de Dinamarca-Noruega cedió las provincias danesas de Blekinge, Halland, Escania y la provincia noruega de Bahusia a Suecia. Desde entonces, estas provincias se consideran parte de Gotia.
La isla de Gotlandia cambió de bando entre suecos y daneses en varias ocasiones. Aunque se considere que la isla tiene vínculos más estrechos con Sueonia, se considera parte de Gotia.
Vermelandia originalmente pertenecía al Tribunal de Apelación de Göta, pero la provincia cambió para convertirse en parte del Tribunal de Apelación de Sueonia durante un período de tiempo a principios del siglo XIX.